# عنیق باجره
عنیق باجره (به عربی: عنیق باجرة) یک روستا در سوریه است که در ناحیه سعن واقع شده‌است. عنیق باجره ۳۱۳ نفر جمعیت دارد.